# Сенат Нидерландов
Первая палата Генеральных штатов (нидерл. Eerste Kamer der Staten-Generaal) — верхняя палата двухпалатного парламента Нидерландов. Состоит из 75 депутатов, избираемых провинциальными штатами (парламентами) по пропорциональной системе. Срок полномочий — 4 года. Нижней палатой является Вторая палата. Каждая из палат может быть распущена по указу монарха.

## Председатель и его заместители
| Позиция                                       | Портрет         | Имя                         | Фракция | Фракция                                 |
| --------------------------------------------- | --------------- | --------------------------- | ------- | --------------------------------------- |
| Председатель с 2 июля 2019                    | Ян Антони Брёйн | Ян Антони Брёйн (род. 1958) |         | Народная партия за свободу и демократию |
| Первый заместитель председателя с 4 июля 2023 | Мэй Ли Вос      | Мэй Ли Вос (род. 1970)      |         | «Зелёные левые» — Партия труда          |
| Второй заместитель председателя с 4 июля 2023 | Robert Croll    | Роберт Кролл (род. 1954)    |         | «Фермерско-гражданское движение»        |